# Matt Kuchar
Matthew Gregory Kuchar (21 de junho de 1978, em Winter Park (Flórida)) é um jogador profissional de golfe dos Estados Unidos, que joga no PGA Tour e anteriormente no Nationwide Tour.
Tornou-se profissional em 2000.
Representou Estados Unidos no jogo por tacadas individual masculino do golfe nos Jogos Olímpicos de Verão de 2016, realizados no Rio de Janeiro, Brasil, conquistando a medalha de bronze.